# Aamon

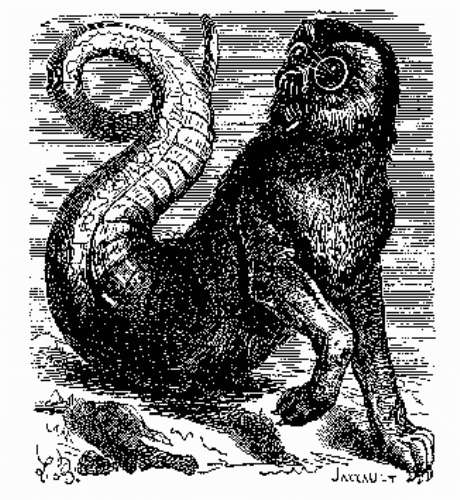
Darstellung des Amon in dem Dictionnaire Infernal

Aamon (auch Amon) ist einer der Assistenten Astoroths in der christlichen Dämonologie. Er wird sowohl in den Akten des Konzils von Braga als auch in der Ars Goetia erwähnt.
Er hat Wissen über die Vergangenheit und die Zukunft, das er an die weitergibt, die einen Pakt mit dem Satan schließen. Einigen Autoren zufolge stehen 40 Legionen der Dämonen unter seinem Befehl. Es gibt von ihm keine allgemeingültige Darstellung. Manchmal wird er als eulenköpfiger Mensch dargestellt, manchmal als Mensch mit Wolfskopf und Schlangenschwanz.
Dämonologen bringen ihn in Zusammenhang mit dem ägyptischen Gott Amun oder dem Gott Baal-Hammon der Karthager.